# Celonoptera
Celonoptera là một chi bướm đêm thuộc họ Geometridae.

## Các loài
- Celonoptera mirificaria Lederer, 1862